# وویچیخه (شهرستان بارتوشتسه)
وویچیخه (به لاتین: Wojciechy) یک روستا در لهستان است که در گمینا بارتوشتسه واقع شده‌است. وویچیخه ۵۴۸ نفر جمعیت دارد.